# 20474 Різонер
20474 Різонер (20474 Reasoner) — астероїд головного поясу, відкритий 13 липня 1999 року.
Тіссеранів параметр щодо Юпітера — 3,590.